# Теарце
Тѐарце (книжовно Техарце, варианти Теарци, Техарци, на македонска литературна норма: Теарце; на албански: Tearcë или Tearca, Теарцъ) е село в Северна Македония с 3038 жители (2021), център на едноименната община Теарце.

## География
Теарце е разположено в Долен Полог – северната част на Положката котловина, непосредствено от лявата страна на пътя Тетово - Яжинце, на 10 километра северно от Тетово. Селото е в равнината в подножието на планината Шар. На североизток е съединено със село Отушище, а на югозапад прелива в село Слатино. През селото минава река Теарска Бистрица.

## Етимология
Името Теарце произлиза от родовото име Теохарови или Теохарци, потомците на човек на име Теохар – от гръцки „Божия благодат“.

## История
Според теарската легенда жителите на селото са преселници от изчезналото село Велика Върбица. Църквата „Свети Йоан Богослов“ в Отушище е от XIII век.
Първото споменаване на Техарче е във вакъфа на Кебир Мехмед Челеби от 1468/1469 година. В документи от 1568 година Теарце е отбелязано като село с 10 семейства. Според турски документи от 1628 година селото Техарче и бюзюрг се намирало във вилаета Калканделен (Тетово) и било населено от 84 семейства.
В 1770 година в Теарце се ражда Кирил Пейчинович, един от първите български просветители, издал в 1816 година книгата „Огледало“, а в 1840 година „Книга глаголемая утешение грешним“. С църквите си в XIX век Теарце е метох на Лешочкия манастир „Свети Атанасий“. Църквата „Свети Никола“ е цялостно обновена в 1866 година.
В 1839 година немският ботаник Аугуст Гризебах посещава Полога и след това пише в книгата си „Пътуване през Румелия към Бурса“, че Техарца (Tehaartscha) е село с 200 къщи, което се отличава от другите тетовски села със смесеното си население – в него живеят 150 мюсюлмански албански семейства и 50 български. Гризебах пренощува в една българска къща, в която стопаните го учудват със скромността и гостоприемството си.
Андрей Стоянов, учителствал в Тетово от 1886 до 1894 година, пише за селото:
| „ | Село Теарци. – Около 15—20 минути далечъ отъ Слатино и съ мѣстоположение като негово; има 120 турски кѫщи съ една джамия и 80 прости покрити съ слама български съ една църква, при която има и училище, въ което учатъ 20—30 детца; учитель въ Теарци е единъ селенинъ, който е училъ въ Тетовското българско училище. Въ това село има 3—4 дюкяна съ бакалска стока и манифактура, 2 копачници и 1 самарджийница. Теарчани се поминуватъ съ земледѣлие и работа на чужбина, дето турцитѣ сѫ по-много бозаджии, а българитѣ – хлѣбари. Освѣнъ овощия, отъ Теарци се внасятъ въ Тетово и значително количество храна. Въ Теарци се е родилъ приснопамятний Кирилъ Иеромонахъ Пейчиновичъ. На мѣстото на татковата кѫща на дѣда Кирила подъ селската църква Св. Никола, сега сѣди друга кѫща, и въ Теарци нѣма живи дѣдови Кирилови роднини. Близо при Теарци тече неголѣмата рѣка Бистрица, която изпира изъ Шаръ, изъ мѣстностьта, нарѣчена планина Бистрица. | “ |

Джамията в Отушище, известна като Стара джамия, е от XIX век.
В края на XIX век селото е част от Положката нахия в Тетовска кааза на Османската империя.
Според статистиката на Васил Кънчов („Македония. Етнография и статистика“) в 1900 година Теарци има 600 жители българи християни и 600 души жители турци. По данни на секретаря на Българската екзархия Димитър Мишев („La Macédoine et sa Population Chrétienne“) в 1905 година всичките 648 християнски жители на Теарци са българи екзархисти и в селото работи българско училище.
При избухването на Балканската война в 1912 година 8 души от Теарци са доброволци в Македоно-одринското опълчение.
В 1912 година селото попада в Сърбия. Според Афанасий Селишчев в 1929 година Теарце има 224 къщи с 1327 жители българи, албанци и турци.
Според германска карта, издадена в 1941 година, въз основата на преброяването на населението на Югославия от 1931 г. посочва селото като населено със 700 жители македонци и 600 жители турци. По времето на Втората световна война и българската окупация селото е преименувано на Пейчиново в чест на родения в него Кирил Пейчинович и между 1941 и 1944 година то е в границите на България.
В 1961 година селото има 2883 жители, от които 1353 македонци, 805 албанци, 652 турци, 6 сърби и 21 други. В 1994 година селото има 3776 жители, от които 1100 македонци, 2123 албанци, 461 турци, 62 цигани, 18 сърби и 2 други.
С нападение на полицейския участък в Теарце на 22 януари започват бунтовете на албанското население в Северна Македония през 2001 година. При сблъсъците село Теарце пострадва значително – кметството, полицейският участък и всички македонски къщи са опожарени, а македонските жители на селото го напускат.
Според преброяването от 2002 година Теарце има 3974 жители и 550 домакинства, правейки го едно от най-големите села в Положката котловина. Тогава в селото живеят 1085 македонци, 2310 албанци, 512 турци, 54 цигани, 4 сърби и 9 други. Според последното преброяване от 2021 селото има 3038 жители, от които 778 северномакедонци, 1748 албанци, 376 турци, 39 цигани, 7 сърби, 3 останали и 87 лица без данни.
| Националност     | Всичко |
| северномакедонци | 778    |
| албанци          | 1748   |
| турци            | 376    |
| роми             | 39     |
| власи            | 0      |
| сърби            | 7      |
| бошняци          | 0      |
| няма данни       | 87     |
| други            | 3      |

## Личности
Родени в Теарце
- Йеромонах Арсений, български книжовник
- Кирил Пейчинович (1770 – 1845), български просветител
- Махи Несими, публицист и дипломат
- Ристо Гьоргески (р. 1918), северномакедонски философ